# Coming for You
Singles de The Offspring
Turning Into You
(2014) Here Kitty Kitty
(2020)
Coming for You est une chanson du groupe punk rock américain The Offspring . Elle a été diffusée en première sur Radio Contraband le 30 janvier 2015,,, postée sur YouTube et rendue disponible pour téléchargement numérique le même jour. Coming for You était la deuxième nouvelle sortie officielle de Offspring depuis Days Go By en 2012, après l'EP de reprises Summer Nationals de 2014, et la chanson est intégrée six ans plus tard sur le dixième album studio du groupe Let the Bad Times Roll. Le single est apparu sur divers palmarès Billboard rock, atteignant le n°1 dans la catégorie Mainstream Rock (le premier du groupe depuis Gone Away en 1997), le top 20 sur Alternative Songs et le top 25 sur l'ensemble des Hot Rock Songs .
Au début, il était incertain si Coming for You serait un single unique ou apparaîtrait sur le prochain dixième album studio du groupe,. The Offspring a tourné dans le monde entier pour soutenir le single. La chanson a été nommée chanson thème officielle de la WWE Elimination Chamber 2015.
Peu de temps après la sortie de la chanson, Noodles a créé une leçon de guitare et Pete Parada a créé une leçon de batterie pour la chanson.

## Vidéos
La sortie de la chanson était accompagnée d'une vidéo présentant des photos du groupe se produisant dans divers lieux et festivals à travers le monde, entrecoupées de photos de la foule. Le 18 mars 2015, le clip officiel est sorti. La vidéo présente un club de combat, mais avec des clowns. Le groupe n'apparaît pas dans la vidéo.

## Réception
Dans une critique positive, le site Zumic.com a qualifié la chanson « d'hymne punk mid-tempo avec des accords de guitare distortionnés et agressifs ». Il a aussi ajouté : « Les lignes de basse sont fortes et la puissance de la batterie de Pete Parada est implacable. L'air sonne frais et vivant, et prouve que le groupe peut encore livrer des hymnes punk à haute énergie ». À la mi-avril 2015, Coming For You grimpe au no 1 sur US Mainstream Rock, le deuxième numéro 1 du groupe après Gone Away.

## Palmarès
| Palmarès de fin d'année (2015)     | Position |
| ---------------------------------- | -------- |
| US Billboard Alternative Songs     | 48       |
| US Billboard Hot Rock Songs        | 85       |
| US Billboard Mainstream Rock Songs | 18       |
| US Billboard Rock Airplay Songs    | 29       |

## Membres
- Dexter Holland - chant, guitare rythmique, guitare basse (version album 2021)
- Kevin Wasserman (Noodles) - guitare solo, chœurs
- Greg K. - guitare basse, chœurs (version single 2015)
- Pete Parada - batterie, percussion

## Dans la culture
Depuis 2024, les Ducks d'Anaheim de la Ligue nationale de hockey (LNH) utilisent cette chanson comme célébration de but au Honda Center. L'équipe a commencé à utiliser cette chanson après un changement de marque centré sur le comté d'Orange ainsi que des collaborations avec le groupe la saison précédente.